# جون سميث (سياسي أسترالي)
جون سميث (بالإنجليزية: John Smith)‏ هو كيميائي وبروفيسور وسياسي أسترالي، ولد في 12 ديسمبر 1821 في المملكة المتحدة، وتوفي في 12 أكتوبر 1885 في أستراليا. انتخب عضو المجلس التشريعي نيو ساوث ويلز.